# Condado de Lee (Carolina del Sur)
El condado de Lee  (en inglés: Lee County, South Carolina), fundado en 1902, es uno de los 46 condados del estado estadounidense de Carolina del Sur. En el año 2000 tenía una población de 20 119 habitantes con una densidad poblacional de 19 personas por km². La sede del condado es Bishopville. Se llama así por la Confederación General Robert E. Lee.

## Geografía
Según la Oficina del Censo, el condado tiene un área total de 1064 km² (410,8 mi²), de la cual 1062 km² (410 mi²) es tierra y 3 km² (1,2 mi²) es agua.

### Condados adyacentes
- Condado de Darlington noreste
- Condado de Florence este
- Condado de Sumter sur
- Condado de Kershaw noroeste

## Demografía

Condado de Lee distribución de la población por edad y sexo, censo de 2000

En el 2000 la renta per cápita promedia del condado era de $26 907, y el ingreso promedio para una familia era de $34 209. El ingreso per cápita para el condado era de $13 896. En 2000 los hombres tenían un ingreso per cápita de $26 512 contra $18 993 para las mujeres. Alrededor del 21.80% de la población estaba bajo el umbral de pobreza nacional.

## Lugares

### Ciudades y pueblos
- Bishopville
- Lynchburg